# Stängd stad

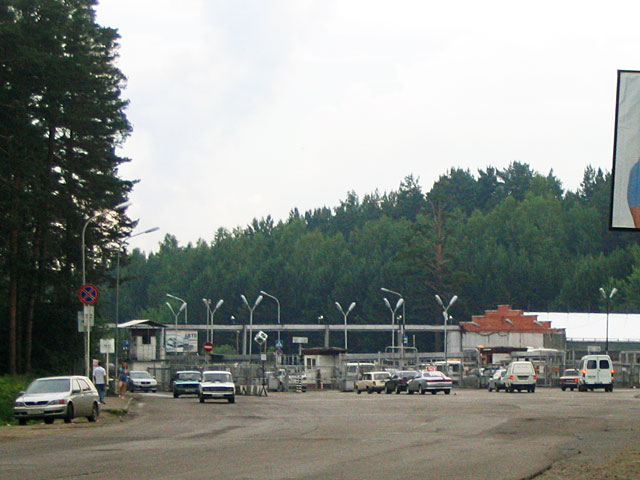
Gränskontroll vid den stängda staden Seversk, som hade postadress Tomsk-7.

En stängd stad är en ort med boende- och resebegränsningar i forna Sovjetunionen. Det krävdes speciella tillstånd för att resa till och från dessa städer. Dessa städer var mestadels militärbaser eller viktiga städer för vapenindustrin, och de var ofta inte utritade på kartor som var fritt tillgängliga i landet.
Vissa av dessa orter är stängda än idag, dock med färre restriktioner än förr.

## Historia
Stängda städer skapades från slutet av 1940-talet och framåt och kallades "brevlådor" (på grund av rådande praxis att ta hand om post till dessa städer via brevlådor i andra städer). Dessa städer delades så småningom upp i två kategorier.
Den första kategorin inkluderade städer med känslig militär, industriell eller vetenskaplig utrustning, såsom vapenfabriker eller platser för avancerad forskning. Bland dessa städer fanns Perm, ett centrum för sovjetisk stridsvagnsproduktion, Gorkij, där dissidenten Andrej Sacharov förvisades att begränsa sin kontakt med utlänningar, och Vladivostok, basen för den sovjetiska Stilla havs-flottan. Rymdbasen Bajkonur var stängd och gavs ett namn hämtad från en by 300 km därifrån för att förvirra spioner.
Den andra kategorin omfattade gränsstäder (och ibland hela gränsområden, såsom Kaliningrad oblast) som stängdes av säkerhetsskäl. Jämförbara stängda områden fanns på andra håll i det forna östblocket. Området längs gränsen mellan de två tyska staterna och mellan Västtyskland och Tjeckoslovakien hade liknande restriktioner.
Resor till och från de stängda områdena var strikt kontrollerade. Det var förbjudet för utlänningar att besöka stängda städer och lokala medborgare var under stränga restriktioner. De var tvungna att ha särskilt tillstånd för att resa och alla som ville bosätta sig där var tvungna att genomgå kontroller av NKVD och efterföljaren KGB. Vissa stängda städer var omgivna av taggtrådsstängsel och vaktades av beväpnade vakter.

## Efter Sovjetunionens fall
Politiken med stängda städer genomgick stora förändringar strax före och efter Sovjetunionens fall. Perm öppnades långt före Sovjetunionens fall, medan städer som Kaliningrad och Vladivostok öppnades först 1992. Införandet av en ny konstitution för Ryssland 1993 ledde till betydande reformer för de stängda städernas ställning. Bland annat så döptes de om till "slutna administrativa-territoriella formationer" (ryska: закрытые административно-территориальные образования, zakrytyje administrativno-territorialnyje obrazovanija eller ZATO).

### Ryssland
Det finns för närvarande 42 offentligt kända stängda städer i Ryssland, med en total befolkning på omkring 1,5 miljoner människor. 75% förvaltas av det ryska försvarsdepartementet, medan resten förvaltas av Rosatom. Utöver dessa antas ytterligare kring 15 stängda städer existera, men namn och läge på dessa är inte offentliggjorda av ryska staten.
Vissa av orterna är öppna för utländska investerare, men utlänningar kan bara besöka orterna med tillåtelse.
Antalet stängda städer i Ryssland definieras genom förordning av den ryska regeringen.
- Archangelsk oblast—Mirnyj
- Astrachan oblast—Znamensk
- Basjkirien—Mezjgorje
- Tjeljabinsk oblast—Oziorsk, Snezjinsk och Trjochgornyj
- Kamtjatka kraj—Viljutjinsk
- Krasnojarsk kraj—Zelenogorsk, Norilsk och Zjeleznogorsk
- Moskva oblast—Krasnoznamensk
- Murmansk oblast—Gadzjijevo, Ostrovnoj, Poljarnyj, Severomorsk, Snezjnogorsk och Zaoziorsk
- Nizjnij Novgorod oblast—Arzamas-16 (numera känd som Sarov)
- Penza oblast—Zaretjnyj
- Primorje kraj—Bolsjoj Kamen och Fokino
- Saratov oblast—Sjichany
- Sverdlovsk oblast—Lesnoj och Novouralsk
- Tomsk oblast—Seversk
- Vladimir oblast—Raduzjnyj

### Kazakstan
Det finns två stängda städer under rysk administration i Kazakstan. Dessa är Bajkonur och Kurtjatov.